# Kuglački klub Poličnik
Kuglački klub "Poličnik" (KK "Poličnik", Poličnik) je muški kuglački klub iz Poličnika, Zadarska županija, Republika Hrvatska. Klub je registriran u naselju Gornji Poličnik. 
 
U sezoni 2019./20. klub se natječe u "2. hrvatskoj kuglačkoj ligi - Jug", ligi trećeg stupnja hrvatske kuglačke lige za muškarce. 

## O klubu
Kuglački klub "Poličnik" je osnovan 1981. godine, a do prvog prestanka rada dolazi 1988. godine. Nanovo se osniva 1998. godine, ali nisu bili natjecateljski aktivni. Klub se konačno aktivira 2011. godine, te otad nastupaju u "3. HKL - Jug", a potom u "2. HKL - Jug". 
 
Za utakmice i treninge klub koristi kuglanu "Mocire u Zadru. 

## Uspjesi

### Ekipno
1. HKL – Jug
prvaci: 2024./25.

## Pregled plasmana po sezonama
| sezona    | rang lige | liga         | poz.     | klubova u ligi | ut       | pob      | ner      | por      | poen+    | poen-    | bod      | napomene | izvori   |
| Poličnik  | Poličnik  | Poličnik     | Poličnik | Poličnik       | Poličnik | Poličnik | Poličnik | Poličnik | Poličnik | Poličnik | Poličnik | Poličnik | Poličnik |
| --------- | --------- | ------------ | -------- | -------------- | -------- | -------- | -------- | -------- | -------- | -------- | -------- | -------- | -------- |
| 2012./13. | III.      | 3. HKL - Jug | 5.       | 7              | 18       | 8        | 0        | 10       |          |          | 16       |          |          |
| 2013./14. | III.      | 3. HKL - Jug | 4.       | 7              | 18       | 9        | 1        | 8        |          |          | 19       |          |          |
| 2014./15. | III.      | 3. HKL - Jug | 3.       | 6              | 15       | 9        | 1        | 5        | 71       | 49       | 19       |          |          |
| 2015./16. |           |              |          |                |          |          |          |          |          |          |          |          |          |
| 2016./17. | III.      | 2. HKL - Jug | 6.       | 12             | 22       | 11       | 2        | 9        | 98       | 78       | 24       |          |          |
| 2017./18. | III.      | 2. HKL - Jug | 4.       | 8              | 14       | 7        | 0        | 7        | 58       | 54       | 14       |          |          |
| 2018./19. | III.      | 2. HKL - Jug | 7.       | 12             | 22       | 11       | 1        | 10       | 93       | 83       | 23       |          |          |
| 2019./20. | III.      | 2. HKL - Jug |          | 10.            |          |          |          |          |          |          |          |          |          |
|           |           |              |          |                |          |          |          |          |          |          |          |          |          |
|           |           |              |          |                |          |          |          |          |          |          |          |          |          |

## Unutrašnje poveznice
- Gornji Poličnik
- Poličnik

## Vanjske poveznice
- Kuglacki Klub Policnik, facebook stranica
- aplikacija.kuglanje.hr, Poličnik (810181)  Arhivirana inačica izvorne stranice od 21. veljače 2021. (Wayback Machine)
- aplikacija.kuglanje.hr, Poličnik  Arhivirana inačica izvorne stranice od 21. veljače 2021. (Wayback Machine)
- kuglanje.hr, Poličnik
- sportilus.com, KUGLAČKI KLUB POLIČNIK
- sport023.hr, Kuglači Poličnika slavili na turniru u njemačkom Landshutu!, objavljeno 8. travnja 2019.